# Kingston, Cambridgeshire
Kingston är en ort och civil parish i Storbritannien.   Den ligger i distriktet South Cambridgeshire i grevskapet Cambridgeshire i riksdelen England, i den sydöstra delen av landet, 70 km norr om huvudstaden London. Kingston ligger 47 meter över havet och antalet invånare är 214.
Terrängen runt Kingston är platt. Runt Kingston är det ganska tätbefolkat, med 149 invånare per kvadratkilometer. Närmaste större samhälle är Cambridge, 10,5 km öster om Kingston. Trakten runt Kingston består till största delen av jordbruksmark.